# 1912 w sztukach plastycznych
Wydarzenia w sztukach plastycznych i wizualnych w 1912 roku.

## Wydarzenia
- Michaił Łarionow i Natalia Gonczarowa powołali do życia rajonizm[1].

## Malarstwo
- Pablo Picasso

Skrzypce i winogrona
- Umberto Boccioni

Głowa + światło + otoczenie
- Emil Nolde

Maria Egipcjanka
- Edward Hopper

Miasteczko amerykańskie
- Amedeo Modigliani

Akt
- Marc Chagall

Rosji, osłom i innym (ok. 1911/12) – olej na płótnie
Hommage dla Apollinaire'a (1911/12) – olej, złoty i srebrny proszek na płótnie
Żołnierz pije (1911/12) – olej na płótnie
Narodziny – olej na płótnie
Adam i Ewa (Kuszenie) – olej na płótnie
Handlarz bydłem – olej na płótnie
Szczypta – olej na płótnie
- Stanisław Ignacy Witkiewicz

Pejzaż zimowy II – olej na płótnie, 59x70
- Fernand Léger

Palący
- Leon Wyczółkowski

Martwa natura z pomarańczami – akwarela, 67x82 cm
Młocka na Ukrainie – pastel, 44x68 cm

## Zmarli
- 26 czerwca - Lawrence Alma-Tadema (ur. 1836), holenderski malarz
- 17 lipca - Bronisław Abramowicz (ur. 1835), polski malarz